# Antonio Servadei
Antonio Servadei (Bologna, 1908 – Padova, 1979) è stato un entomologo italiano.

## Biografia
Professore universitario di entomologia agraria in diversi Atenei italiani (1948-1978) e primo Rettore Magnifico dell'Università di Udine (1978-1979). È stato allievo di Guido Grandi all'università di Bologna e ha seguito le orme del Maestro soprattutto nello studio della morfologia degli insetti. Durante l'Università, e da giovane assistente, iniziò ad occuparsi di lepidotteri iponomeutidi, quindi di ditteri antomidi e di imenotteri tentredinidi (1932-1936). Nel 1936 iniziò a lavorare alla Stazione di Entomologia Agraria di Firenze diretta da Antonio Melis dove preparò ben cinque monografie sugli insetti delle leguminose foraggere. In quegli anni iniziò ad interessarsi di rincoti, eterotteri ed omotteri di cui divenne in seguito un noto specialista, autore del Catalogo italiano delle specie (Fauna d'Italia) basato sulla bibliografia dell'Ordine. Nel 1948 conseguì la libera docenza e nel 1950 vinse la cattedra universitaria divenendo subito Preside di Facoltà a Sassari, dove da alcuni anni aveva tenuto corsi di entomologia, contribuendo alla rinascita di quella Facoltà. Nel 1951 si trasferì a Padova dove insegnò sino al 1978, dirigendo l'Istituto di Entomologia agraria. In quell'anno, uscito di ruolo, entrò a far parte del Comitato ordinatore della nuova Facoltà di Agraria dell'Università di Udine e, poco dopo, fu eletto primo Magnifico Rettore di quell'Ateneo e Presidente dell'Accademia Nazionale Italiana di Entomologia.